# Vansbro (plaats)
Vansbro is de hoofdplaats van de gemeente Vansbro in het landschap Dalarna en de provincie Dalarnas län in Zweden. De plaats heeft 2026 inwoners (2010) en een oppervlakte van 332 hectare. De plaats ligt op de plek waar de rivier de Vanån uitloopt in de rivier Västerdalälven. Vansbro staat onder andere bekend om de Vansbrosimningen ('Vansbro Zwemwedstrijd'), een openwaterzwemwedstrijd over drie kilometer in twee verschillende rivieren. 
Vansbro ligt 82 kilometer ten westen van de stad Borlänge.

## Geschiedenis
Vansbro komt voor het eerst voor in de vroeg-18e-eeuwse literatuur. De naam Vansbro verwijst naar een simpele brug ('bro') over de rivier de Vanån. De Vanån komt hier samen met de Västerdalälven, wat deze plek geschikt maakte voor een nederzetting. De rivieren werden namelijk veel gebruikt om personeel van de bosbouw en de boomstammen te verplaatsen. De plaats bloeide pas echt op toen er in de 19e eeuw een spoorlijn werd aangelegd door het gebied, die bekendstaat onder de naam Inlandsbanan. Omdat de plaats nu goed bereikbaar was per spoor, openden er in de omgeving verschillende zagerijen. Dit resulteerde in een verdere groei van het inwoneraantal.

## Verkeer en vervoer
Bij de plaats lopen de E16/Riksväg 66 en Riksväg 26.
De plaats heeft een station aan de spoorlijn Repbäcken - Särna. Tot december 2011 vond er ook reizigersvervoer plaats over deze spoorlijn, maar bij gebrek aan reizigers is dit gestaakt. Vroeger had Vansbro ook een station aan de thans hier opgebroken spoorlijn Gällivare - Kristinehamn.

## Geboren
- Moa Ilar (6 juli 1997), langlaufster

## Galerij

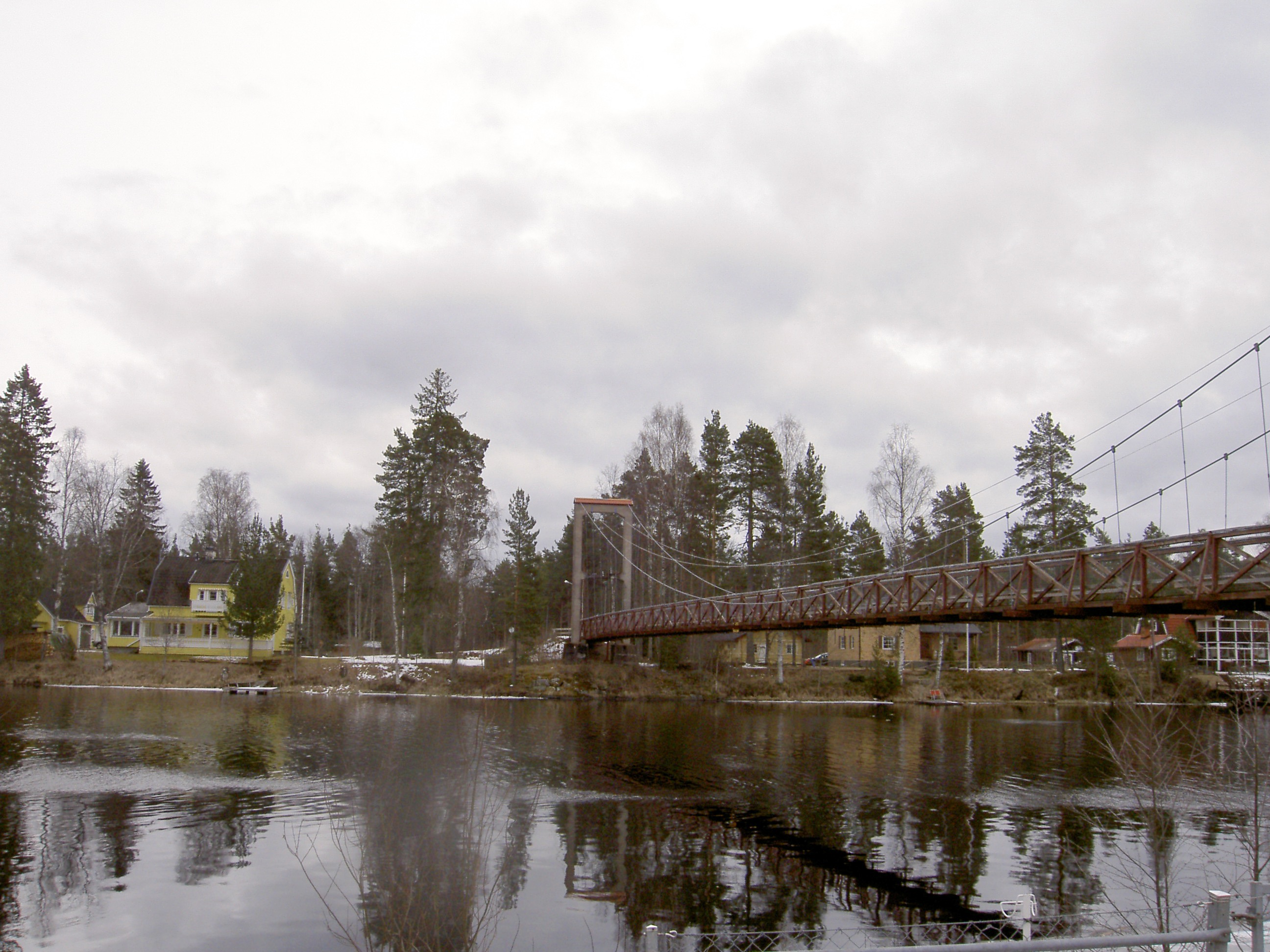
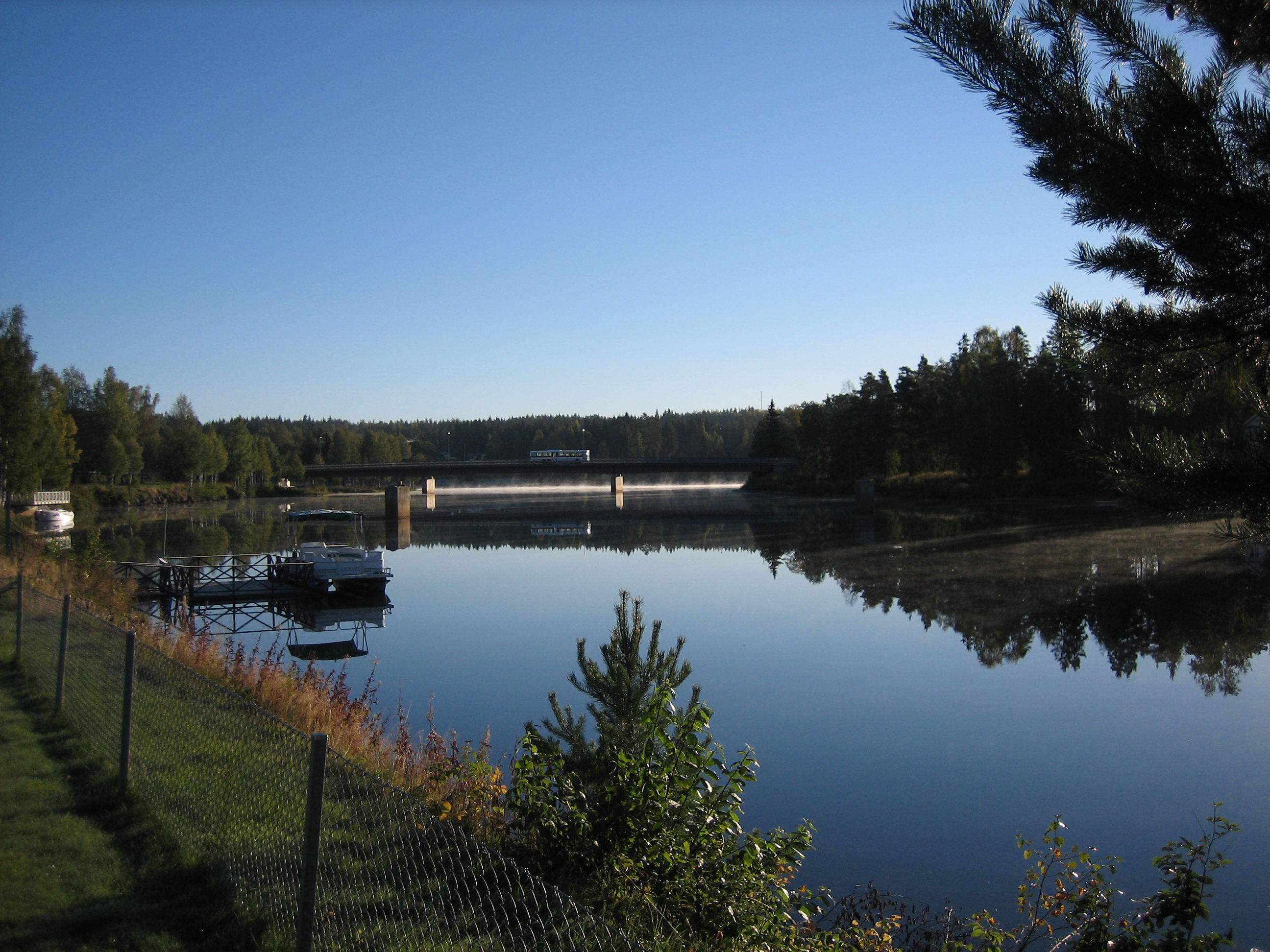
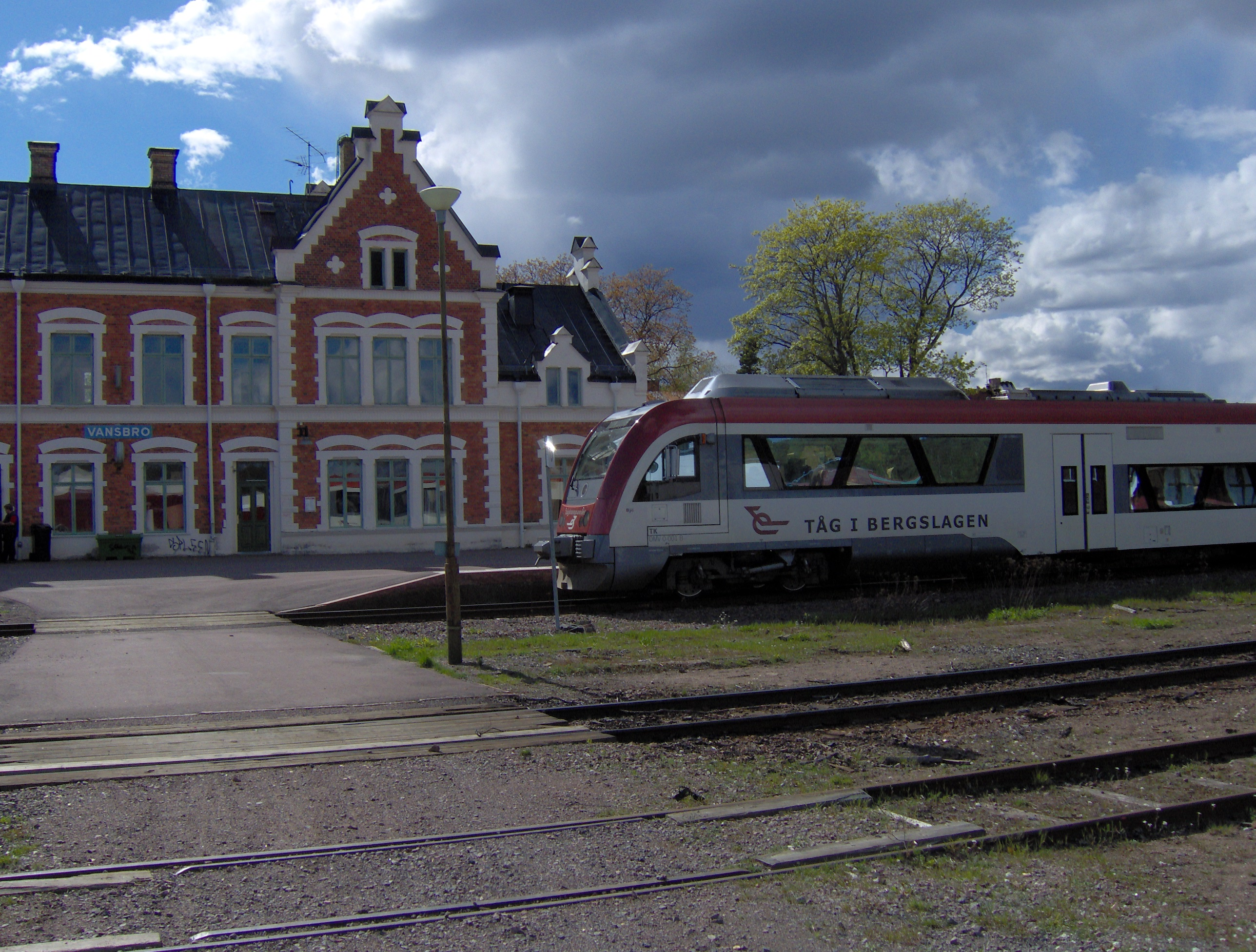